# قلعه (استان غلیزان)
قلعه (به عربی: القلعة) یک شهرداری در الجزایر است که در استان غلیزان واقع شده‌است.